# アナル・キッチン
アナル・カイル・キッチン（Anaru Kyle Kitchen、1984年2月21日 - ）は、ニュージーランドのクリケット選手である。2015-16シーズンよりオタゴ・クリケットチーム所属。ライトハンデッド・ミドルオーダー・バッツマン、レフトアーム・オーソドックス・ボウラーである。2013-14シーズンにはニュージーランド・リストA代表でプレーした。
過去にオークランドチームの一員として、キャリアの早い段階で大きなインパクトを残した。2010-11シーズンのワン・デイ・カップ、スーパー・マッシュ（トゥエンティ20のニュージランド予選も兼ねる）の優勝メンバーである。